# Șevcenkove, Pereiaslav-Hmelnițki
Șevcenkove (în ucraineană Шевченкове) este o comună în raionul Pereiaslav-Hmelnițki, regiunea Kiev, Ucraina, formată numai din satul de reședință.

## Demografie
Componența lingvistică a comunei Șevcenkove
     Ucraineană (95,8%)
     Rusă (1,99%)
Conform recensământului din 2001, majoritatea populației comunei Șevcenkove era vorbitoare de ucraineană (95,8%), existând în minoritate și vorbitori de armeană (2,21%) și rusă (1,99%).